# Gegenaufklärung
Der Begriff Gegenaufklärung (auch Gegen-Aufklärung) bezeichnet die ideologische Gegenbewegung gegen das geschichtlich-philosophische Phänomen der Aufklärung. Alternativ dazu werden die Begriffe Restauration bzw. Reaktion verwendet. Im wissenschaftlichen Sinn wird der Begriff manchmal für das Denken der frühen Romantik wie bei Adam Müller, Meinrad Widmann oder Lorenz Westenrieder oder auch auf die Politische Theologie von Saint-Martin oder Joseph de Maistre angewandt.
Darüber hinaus wird der Ausdruck auch polemisch eingesetzt, wobei auf diese Weise ein unklar formulierter Vorwurf von Irrationalismus oder reaktionärem Denken erhoben wird. Er wird immer wieder auf das literarische Werk von Ernst Jünger und Botho Strauß angewandt, auch Friedrich Nietzsche und Michel Foucault standen schon im Rufe, Gegenaufklärer zu sein.
Da nun die Richtungen, die sich als Erben der Aufklärung sehen, durchaus miteinander in Konflikt stehen, führt dies gelegentlich zu ideologischen Vexierspielen. Hermann Lübbe etwa führte den Begriff Gegenaufklärung polemisch gegen die 68er-Bewegung an den Hochschulen ein und konstatierte 1972: „Das wichtigste Element unserer ideologiepolitischen Situation ist die Entfaltung einer Kultur der Gegenaufklärung. Universitäten und Redaktionsstuben wurden zu Zentren politischer Heilsgewissheit, wirklichkeitsüberlegener Besserwisserei, penetrantem Moralismus und eifernder Intoleranz.“ Diese Kritik an den Vertretern der Kritischen Theorie der Frankfurter Schule versteht sich selbst unter dem Motto „Philosophie als Aufklärung“ und will vor der neomarxistischen Gegenaufklärung warnen: „Prozesse der Gegenaufklärung sind Prozesse anwachsenden Bekenntniszwangs und sich ausdehnender Kritikverbote.“ In der darauffolgenden polemischen Auseinandersetzung wurde der Begriff nun gegen Lübbe und sein Konzept der bürgerlichen Zivilreligion gerichtet: Sein Engagement gegen die Frankfurter Schule sei selbst bürgerliche Gegenaufklärung.